# Francis Werner Hunold
Franz Werner Hunold SAC (* 8. April 1912 in Dittelstedt; † 16. April 2004 in Bangalore) war ein römisch-katholischer Geistlicher, Missionar und Apostolischer Administrator.

## Leben

### Kindheit und Ausbildung
Er wurde am 8. April 1912 in Dittelstedt geboren. Da sein Vater als Lokführer bei der Reichsbahn beschäftigt war, zog die Familie nach Erfurt. Der Vater starb 1944 bei einem Tieffliegerangriff.
Er besuchte die Volksschule und ging dann zu den Pallottinern nach Bruchsal. Im St. Paulusheim machte er sein Abitur und ging danach nach Untermerzbach ins Noviziat. Dort legte er seine Versprechen ab und studierte Philosophie. Zum Studium der Theologie ging er nach Salzburg, wo er am 11. Juli 1937 zum Priester geweiht wurde.

### Missionar
Da er Missionar werden wollte, wurde er 1938 nach Südafrika geschickt. Mit den Mitbrüdern arbeitete er erst als
Kaplan und dann als Pfarrer in Swellendam. Als die Provinz ein neues Missionsgebiet in Indien übernehmen wollte, stellte er sich sofort zur Verfügung. 1949 verließ er Afrika und kehrte nach Deutschland zurück.
Am 28. April 1951 begann er seine zweite Missionsreise, diesmal nach Indien. Nach vier Wochen, am 30. Mai 1951, betraten er und P. Lorenz Scheu in Bombay zum ersten Mal indischen Boden. Er lernte Hindi und baute in 12 Jahren die Missionsstation Kutela zu einem Zentrum christlichen Lebens aus. Seine besondere Fürsorge galt den Ureinwohnern Indiens, den Adivasi.

### Apostolischer Delegat und Administrator
Von 1965 bis 1969 leitete er die junge indische Delegatur. Nach seiner Zeit als Delegat war er Vizedelegat, Konsultor, Novizenmeister und Rektor verschiedener Häuser. Zugleich war er immer seelsorgerisch tätig.
Am 8. September 1975 wurde er als Nachfolger von Msgr. Weidner zum Apostolischen Administrator der neuerrichteten Diözese Raipur ernannt. Für die stetig wachsende Zahl der Katholiken gründete er neue Pfarreien. In Raipur errichtete er die St.-Joseph-Kathedrale. Auf vielen Pastoralreisen, auch in fern liegende Pfarreien, stärkte er den Glauben und Zusammenhalt der Menschen. 1984 gab er aus gesundheitlichen Gründen die Leitung der Diözese Raipur ab.

### Alter
Nach einem längeren Besuch in Deutschland, bei dem er sich u. a. einen Herzschrittmacher einsetzen lassen musste, kehrte er nach Indien zurück. Er liebte die Jugend. Daher wohnte er bei den Novizen in Pallotti Nilaya in Bangalore. Solange es seine Kräfte zuließen, übernahm er die pastorale Betreuung der Menschen in der Umgebung und war als Beichtvater bei vielen Schwesterngemeinschaften geschätzt.
Im Alter lebte er im Haus der Schwesterngemeinschaft des Hl. Camillus in der Nähe des Noviziats. Auch hier sorgte er sich um die Mission und hielt brieflichen Kontakt zu seinen Förderern. Die Schwestern und die täglich nach ihm schauenden Novizen pflegten ihn, bis er am Freitag, dem 16. April 2004, starb. Am 19. April, dem Gedenktag des hl. Werner, seines Namenspatrons, wurde er auf dem Friedhof von Pallotti Nilaya beerdigt.